# San Cibrao das Viñas
San Cibrao das Viñas és un municipi de la província d'Ourense a Galícia. Pertany a la Comarca d'Ourense.
| 3.410 | 3.913 | 3.789 | 3.303 | 3.867 |
| Fonts: INE i IGE (Els criteris de registre censal variaren i les dades de l'INE i de l'IGE poden no coincidir.) |       |       |       |       |

## Parròquies
- Gargantós (Santa Comba)
- Noalla (San Salvador)
- Pazos de San Clodio (San Clodio)
- Rante (Santo André)
- San Cibrao das Viñas (Santo Ildefonso)
- Santa Cruz da Rabeda (Santa Cruz)
- Soutopenedo (San Miguel)